# Daniel Goyer
Pour les articles homonymes, voir Goyer.
Daniel Goyer, né le 17 décembre 1953 à Saint-Eustache, est un manutentionnaire, attaché politique et homme politique québécois. Il est député de la circonscription de Deux-Montagnes à l'Assemblée nationale du Québec de 2012 à 2014, sous la bannière du Parti québécois. 

## Biographie
Né le 17 décembre 1953 à Saint-Eustache, Daniel Goyer est le fils de Roger Goyer, cultivateur, et de Julienne Gladu, ménagère. Il milite au Parti québécois depuis les années 1970. Il est directeur de campagne et attaché politique de Pierre de Bellefeuille, député péquiste de Deux-Montagnes. Il quitte ce poste en 1983 pour entrer au service de la section régionale Laurentides-Outaouais de l'Union des producteurs agricoles (UPA).
En parallèle à sa carrière, il obtient un baccalauréat en administration des affaires de l'Université du Québec à Montréal en 1995 et devient conseiller municipal de la ville de Saint-Eustache à compter de 1996. À ce titre, il est l'auteur de politiques en matière de foresterie urbaine, d'eau, et d'environnement et de développement durable.
Il tente sa chance sur la scène politique pour la première fois lors de l'élection générale de 2007 et subit la défaite par 1 132 voix aux mains de Lucie Leblanc de l'Action démocratique du Québec.
Daniel Goyer se porte de nouveau candidat lors de l'élection générale de 2012 et défait Benoit Charette, qui avait été élu sous la bannière péquiste en 2008 avant de faire défection vers la Coalition avenir Québec. Il défait son adversaire caquiste par 1 329 voix de majorité.
Peu après son élection, le périodique agricole La Terre de chez nous mentionne Goyer figure parmi les candidats possibles au poste de ministre de l'Agriculture, des pêcheries et de l'alimentation dans le gouvernement de Pauline Marois. Il n'est cependant pas nommé en tant que ministre. Avant son élection, Daniel Goyer était responsable du Service d'emploi agricole de l'Union des producteurs agricoles (UPA) d'Outaouais-Laurentides.

## Résultats électoraux
|                                                                                               | Nom                       | Parti                | Nombre de voix | %      | Maj.  |
| --------------------------------------------------------------------------------------------- | ------------------------- | -------------------- | -------------- | ------ | ----- |
|                                                                                               | Benoit Charette (sortant) | Coalition avenir     | 16 038         | 47,4 % | 9 574 |
|                                                                                               | Daniel Goyer              | Parti québécois      | 6 464          | 19,1 % | -     |
|                                                                                               | Audrey Lesage-Lanthier    | Québec solidaire     | 4 912          | 14,5 % | -     |
|                                                                                               | Fabienne Fatou Diop       | Libéral              | 4 523          | 13,4 % | -     |
|                                                                                               | Isabelle Dagenais         | Vert                 | 722            | 2,1 %  | -     |
|                                                                                               | Delia Fodor               | Conservateur         | 368            | 1,1 %  | -     |
|                                                                                               | Denis Paré                | Citoyens au pouvoir  | 322            | 1 %    | -     |
|                                                                                               | Martin Brulé              | Parti libre          | 253            | 0,7 %  | -     |
|                                                                                               | Hans Roker Jr             | Bloc pot             | 152            | 0,4 %  | -     |
|                                                                                               | Eric Emond                | Changement Intégrité | 52             | 0,2 %  | -     |
| Total                                                                                         | Total                     | Total                | 33 806         | 100 %  |       |
| Le taux de participation lors de l'élection était de 71,1 % et 636 bulletins ont été rejetés. |                           |                      |                |        |       |

|                                                                                               | Nom                    | Parti            | Nombre de voix | %      | Maj. |
| --------------------------------------------------------------------------------------------- | ---------------------- | ---------------- | -------------- | ------ | ---- |
|                                                                                               | Benoit Charette        | Coalition avenir | 11 868         | 34,2 % | 761  |
|                                                                                               | Daniel Goyer (sortant) | Parti québécois  | 11 107         | 32 %   | -    |
|                                                                                               | Luc Leclerc            | Libéral          | 8 913          | 25,7 % | -    |
|                                                                                               | Duncan Hart Cameron    | Québec solidaire | 2 326          | 6,7 %  | -    |
|                                                                                               | Alec Ware              | Parti équitable  | 297            | 0,9 %  | -    |
|                                                                                               | Louis-Félix Cauchon    | Option nationale | 233            | 0,7 %  | -    |
| Total                                                                                         | Total                  | Total            | 34 744         | 100 %  |      |
| Le taux de participation lors de l'élection était de 74,5 % et 705 bulletins ont été rejetés. |                        |                  |                |        |      |

|                                                                                             | Nom                       | Parti            | Nombre de voix | %      | Maj.  |
| ------------------------------------------------------------------------------------------- | ------------------------- | ---------------- | -------------- | ------ | ----- |
|                                                                                             | Daniel Goyer              | Parti québécois  | 14 423         | 38,8 % | 1 321 |
|                                                                                             | Benoit Charette (sortant) | Coalition avenir | 13 102         | 35,2 % | -     |
|                                                                                             | Stéphanie Ménard          | Libéral          | 6 689          | 18 %   | -     |
|                                                                                             | Normand Godon             | Québec solidaire | 1 522          | 4,1 %  | -     |
|                                                                                             | Princess Brooks           | Vert             | 724            | 1,9 %  | -     |
|                                                                                             | Wilson Ortiz              | Option nationale | 712            | 1,9 %  | -     |
| Total                                                                                       | Total                     | Total            | 37 172         | 100 %  |       |
| Le taux de participation lors de l'élection était de 80 % et 545 bulletins ont été rejetés. |                           |                  |                |        |       |

|                                                                                               | Nom               | Parti               | Nombre de voix | %      | Maj.  |
| --------------------------------------------------------------------------------------------- | ----------------- | ------------------- | -------------- | ------ | ----- |
|                                                                                               | Lucie Leblanc     | Action démocratique | 12 415         | 36,3 % | 1 132 |
|                                                                                               | Daniel Goyer      | Parti québécois     | 11 283         | 33 %   | -     |
|                                                                                               | Paule Fortier     | Libéral             | 8 183          | 23,9 % | -     |
|                                                                                               | Guy Rainville     | Vert                | 1 448          | 4,2 %  | -     |
|                                                                                               | Julien Demers     | Québec solidaire    | 740            | 2,2 %  | -     |
|                                                                                               | Manon Bissonnette | Indépendant         | 114            | 0,3 %  | -     |
| Total                                                                                         | Total             | Total               | 34 183         | 100 %  |       |
| Le taux de participation lors de l'élection était de 76,4 % et 360 bulletins ont été rejetés. |                   |                     |                |        |       |